# Интернет в Бурятии
Интернет в Бурятии (также Бурне́т) — часть Интернета на территории Бурятии, один из видов связи в Бурятии, географический сегмент интернет-рынка России.

## Цифры и факты
Общее количество активных пользователей сети интернет в Улан-Удэ на начало 2008 года оценивалось в 25-30 тысяч. Аудитория бурнета в середине 2010 года составляла 320,2 тыс. человек, 167,8 тыс. из которых — жители Улан-Удэ.
Самой популярной социальной сетью в Бурятии осенью 2010 года была «ВКонтакте», которой пользовалось приблизительно 180 тыс. жителей Бурятии.
Правительство Бурятии учредило ежегодную премию BaikalWeb за вклад в развитие сегмента сети интернет в Республике Бурятия.

## Интернет на бурятском языке
Существует раздел Википедии на бурятском языке — Википедия на бурятском языке, в которой на 21 ноября 2012 года зарегистрировано 3592 участника. Раздел содержит 925 статей.